# Creighton (Nebraska)
Creighton è un comune degli Stati Uniti d'America, situato in Nebraska, nella contea di Knox.